# Roger Penrose
Sir Roger Penrose, OM FRS (født 8. august 1931) er en engelsk matematisk fysiker og Emeritus Rouse Ball Professor of Mathematics ved Mathematical Institute, University of Oxford og Emeritus Fellow ved Wadham College. Han har modtaget en række priser og anerkendelser, herunder Wolf Prize sammen med Stephen Hawking i 1988 indenfor fysik, for bidrag til vor forståelse af Universet. I 2020 modtog han halvdelen af Nobelprisen i fysik, sammen med Reinhard Genzel og Andrea Ghez, der fik den anden halvdel af prisen, for deres "opdagelse af en formation af et sort hul er en robust forudsigelse af den generelle relativitetsteori".
I dramafilmen Teorien om alting fra 2014, instrueret af James Marsh, blev Penrose spillet af Christian McKay. Og i BBC tv-filmen Hawking fra 2004 af Tom Ward.